# Satmahal Prasada

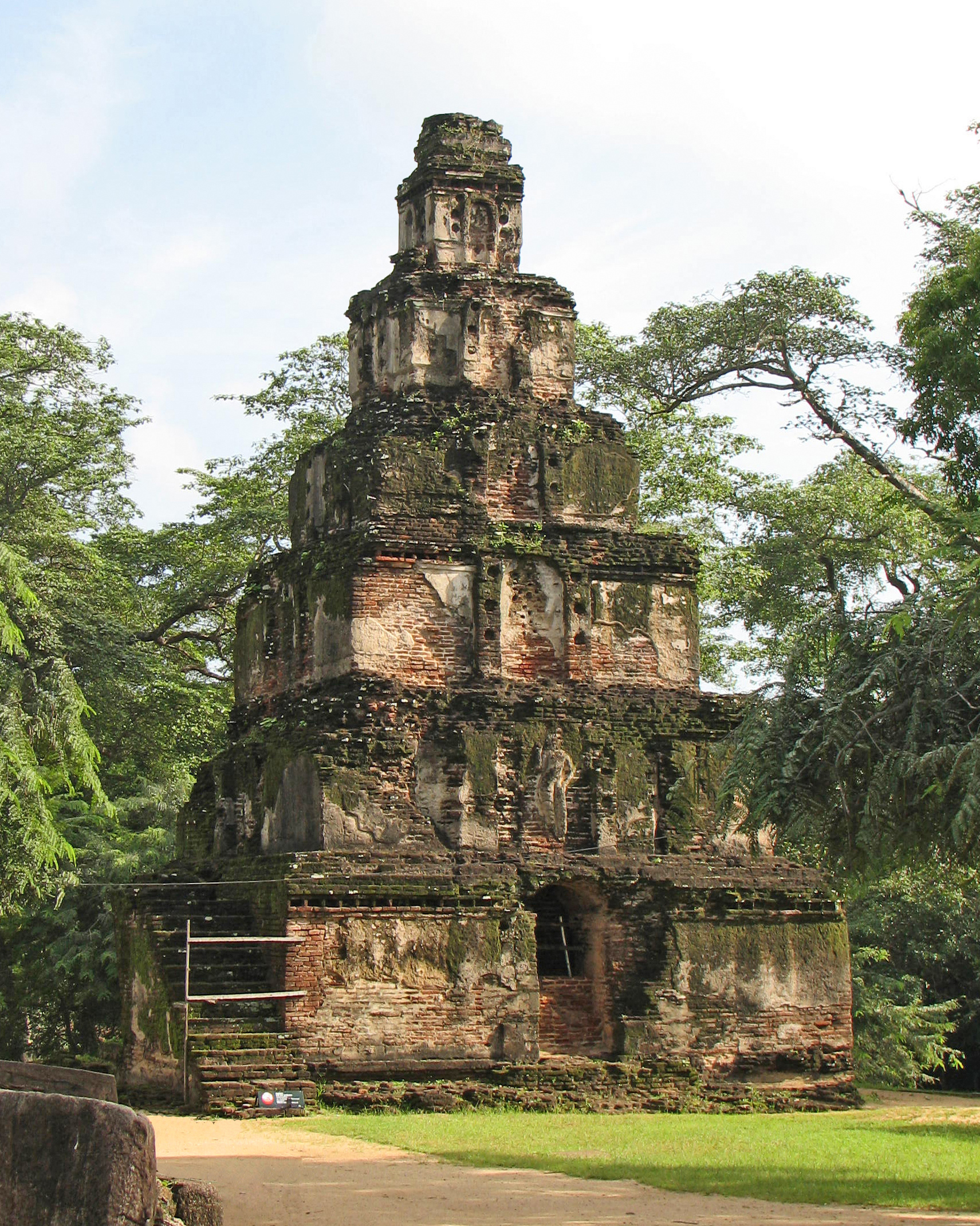
La Satmahal Prasada.

La Satmahal o Sat Mahal Prasada (‘torre de siete pisos’) es una pirámide escalonada del siglo XII situada en Polonnaruwa (Sri Lanka); se cree que es una estupa porque se encuentra en el complejo arqueológico budista de Polonnaruwa, en su esquina noreste. Se trata de un edificio único en la zona, de autor y propósito desconocidos. 
Según el Mahavamsa, el rey Parakramabahu I el Grande (1123-1286) construyó una torre de siete pisos en Polonnaruwa, pero no hay seguridad de que se refiera a esta.
Está hecha de ladrillo y una capa de enlucido. Tiene siete pisos, aunque del séptimo solo quedan restos. Tiene planta cuadrada, con una escalera lateral. Presenta la misma decoración en sus cuatro lados. Esta consiste, en la planta baja, en una falsa entrada. En los pisos superiores hay una escultura en el centro de cada pared (en el primer piso, en los demás solo quedan los restos), rodeada por un arco y los agujeros de anclaje de un nicho, hornacina o estructura similar.
A menudo se compara con la estupa de Wat Kukut en Lamphun (Tailandia) y con la arquitectura budista de Camboya. También se ha relacionado con la pira de Hefestión, mandada construir el siglo IV a. C. por Alejandro Magno en Babilonia en honor de este general.